# Filoviridae
Filoviridae és una família de virus d'ARN monocatenari (-) que pertany a l'ordre del Mononegavirales. Segons el Comitè Internacional de Taxonomia de Virus i els CDC els membres dins la família Filoviridae s'anomenen Filovirus. Els Filovirus causen febres hemorràgiques víriques molt contagioses i caracteritzades pel seu alt índex de mortalitat. Reben el nom del llatí: filum (fil), per tenir un aspecte filamentós al microscopi electrònic. La configuració externa dels Filovirus és molt variada: recta, corba, sinuosa, amb forma de '6' o de 'C', etc. Els virions poden arribar als 14.000 nm de longitud, sent el seu diàmetre d'uns 80 nm per regla general. Cada virió està constituït per un nucleoide proteic tubular de 20-30 nm de diàmetre, envoltat per una càpside helicoïdal d'entre 40-50 nm d'eix màxim, recoberta al seu torn per una membrana amb espícules -l'embolcall- composta estructuralment per una única glicoproteïna. Aquesta glicoproteïna és la responsable de l'adherència del virus amb el receptor de la cèl·lula hoste i de la subsegüent fusió de membranes, fent possible l'inici del procés infectiu.
La família Filoviridae té dos gèneres principals: Ebola i Marburg, ambdós amb un gran potencial epidèmic i considerats uns dels patògens més letals d'entre els que tenen la capacitat d'infectar als éssers humans. Utilitzen diversos i molt eficaços mecanismes per evitar o neutralitzar la resposta immunitària innata.
Aquesta família de virus va ser descoberta el 1967 en persones infectades a la localitat alemanya de Marburg que havien treballat als laboratoris Behring amb teixits de simis (Cercopithecus aethiops) importats d'Uganda i que també provocaren el mateix tipus de febre hemorràgica en empleats de l'Institut Paul Ehrlich de Frankfurt del Main i en un veterinari de Belgrad. El gènere Ebola va ser descobert el 1976 al Zaire i Sudan. Després d'un brot a Uganda al novembre de 2007 s'identificà l'ebolavirus Bundibugyo. L'any 2009 va aparèixer a les Filipines el virus Reston, l'única espècie del gènere ebolavirus considerada no patogènica per a les persones, afectant porcs; un fet preocupant segons els experts de l'OMS davant d'una possible transmissió alimentària a humans i el desenvolupament de virèmies amb conseqüències imprevisibles entre determinats grups poblacionals (gestants, nens o individus immunodeprimits, per exemple). L'ebolavirus Zaire fou el responsable de la gran epidèmia de 2013–2016 a l'Àfrica Occidental. El 2018 es descobrí un nou ebolavirus, el virus Bombali, a ratpenats molòssids de Sierra Leone. Se sap que té la capacitat d'infectar cèl·lules humanes, però el seu potencial patogènic es desconeix.
La infecció per Filoviridae és una zoonosi, o sigui, es transmet dels animals no humans als humans; encara que no es coneix amb certesa el reservori natural del virus Marburg. Es creu que els seus hostes són ratpenats frugívors que descansen a coves durant el dia, com ara els de l'espècie Rousettus aegyptiacus.
Un membre poc conegut d'aquesta família és el virus Lloviu, descobert a les restes de ratpenats de Schreibers (Miniopterus schreibersii) d'una cova asturiana a la dècada de 2010. Provoca pneumònies fatals en aquests quiròpters, però - a hores d'ara i malgrat les seves similituds genòmiques amb el virus Ebola- no existeix cap evidència que indiqui la seva patogenicitat en humans. El virus Lloviu és l'única espècie que, de moment, forma el darrer gènere incorporat a la taxonomia oficial de la família Filoviridae segons els nous criteris basats en el banc d'alineament de seqüències del NCBI i que porta el nom de Cuevavirus.
A principis de 2019, un grup d'investigadors de Singapur i la Xina descrigué la presència al fetge de ratpenats de la província xinesa de Yunnan d'un tipus de filovirus, el virus Měnglà, no identificat mai abans. Aquest virus, encara no incorporat formalment a la classificació del CITV, s'adscriu -d'acord amb la seva seqüenciació genòmica i per ara en solitari- a un nou gènere de Filoviridae, que rep el nom de Dianlovirus i que té la capacitat potencial d'unir-se als mateixos receptors cel·lulars que els gèneres Ebola y Marburg.
Ara per ara no hi ha cap vacuna aprovada contra aquests virus. Es treballa en el disseny d'una vacuna profilàctica polivalent eficaç davant diferents espècies de Filoviridae. S'ha aconseguit ja crear una vacuna experimental emprant una combinació de vectors adenovírics que protegeix primats no humans de la infecció per virus Ebola i virus Marburg.
El maneig dels Filovirus requereix un nivell de bioseguretat 4 (NBS4).